# Xylota brunnipes
Xylota brunnipes är en tvåvingeart som beskrevs av Tokuichi Shiraki 1968. Xylota brunnipes ingår i släktet vedblomflugor, och familjen blomflugor. Inga underarter finns listade i Catalogue of Life.